# Аль-Мухтади Билла Болкиах
Аль-Мухтади Билла Болкиах (род. 17 февраля 1974) — наследный принц Брунея (с 1998), старший министр канцелярии премьер-министра Брунея (с 2009), генерал Вооружённых сил Брунея, заместитель генерального министра королевской полиции Брунея и глава комитета по чрезвычайным ситуациям, исполняющий обязанности султана Брунея в период, когда его отец Хассанал Болкиах находится за границей.

## Биография

### Ранняя жизнь и образование
Родился 17 февраля 1974 года в столице страны в семье султана Хассанала Болкиаха и королевы Салехи. Он является старшим сыном султана.
Получил начальное образование в школе Истана-Дарул-Хана, а затем поступил в школу Святого Андрея. Продолжил образование в Лондоне, где поступил в школу Эммануэль. В 1995 году поступил в Оксфордском центре исламских исследований в Великобритании, который окончил в 1997 году.

### Государственная служба
10 августа 1998 года был провозглашён наследным принцем.
В 2004 году ему было присвоено звание генерала Вооружённых сил. В 2005 году получил должность заместителя генерального инспектора Королевских полицейских сил Брунея. 24 мая 2005 года занял должность старшего министра в канцелярии премьер-министра. Во время отсутствия отца исполняет его обязанности, принимает иностранных послов и посещает официальные мероприятия.
Принц является проректором университета Брунея-Даруссалама, университета Ислама султана Шарифа Али и Технологического университета Брунея.
С 2006 по 2018 год занимал пост председателя Национального совета по управлению стихийными бедствиями (NDMC) и председателя Совета по планированию рабочей силы с 2015 по 2019 год.

## Семья
9 сентября 2004 года женился на 17-летней Пенгиран Анак Саре. На свадьбе присутствовали члены европейских и азиатских династий и некоторые главы государств АСЕАН.
У пары 4 детей:
- принц Муда Абдул Мунтаким (род. 17 марта 2007)[5];
- принцесса Анак Мунира Мадхул Болкиах (род. 2 января 2011)[6];
- принц Муда Мухаммад Айман (род. 7 июня 2015)[7];
- принцесса Анак Фаатима Аз-Захра 'Райхаанул Болкиах (род. 1 декабря 2017)[8].

## Награды
Награды Брунея
| Страна | Дата                   | Награда                                             | Награда                                             | Литеры |
| ------ | ---------------------- | --------------------------------------------------- | --------------------------------------------------- | ------ |
| Бруней | 15 августа 1982 года — | Кавалер Королевского семейного ордена Короны Брунея | Кавалер Королевского семейного ордена Короны Брунея | DKMB   |
| Бруней | 31 мая 2004 года —     | Кавалер ордена Знаменитой доблести 1 класса         | Кавалер ордена Знаменитой доблести 1 класса         | DPKT   |
| Бруней | —                      | Медаль султана Хассанала Болкиаха                   | Медаль султана Хассанала Болкиаха                   | PHBS   |
| Бруней | 5 октября 2017 года —  | Медаль Золотого юбилея султана Хассанала Болкиаха   | Медаль Золотого юбилея султана Хассанала Болкиаха   |        |

Награды иностранных государств
| Страна            | Дата вручения           | Награда                                                             | Награда                                                             | Литеры |
| ----------------- | ----------------------- | ------------------------------------------------------------------- | ------------------------------------------------------------------- | ------ |
| Великобритания    | 17 сентября 1998 года — | Почётный кавалер Большого креста Королевского Викторианского ордена | Почётный кавалер Большого креста Королевского Викторианского ордена | GCVO   |
| Саудовская Аравия | 3 января 1999 года —    | Кавалер Большой ленты ордена Короля Абдель-Азиза                    | Кавалер Большой ленты ордена Короля Абдель-Азиза                    |        |
| Лаос              | 22 марта 2006 года —    | Кавалер медали Почёта                                               | Кавалер медали Почёта                                               |        |
| Сингапур          | 8 мая 2006 года —       | Кавалер ордена «За отличную службу»                                 | Кавалер ордена «За отличную службу»                                 | DUBC   |
| Филиппины         | 9 ноября 2006 года —    | Кавалер Большого креста ордена Лакандула                            | Кавалер Большого креста ордена Лакандула                            |        |
| Иордания          | 13 мая 2008 года —      | Кавалер Большой звезды специального класса ордена Возрождения       | Кавалер Большой звезды специального класса ордена Возрождения       |        |
| Украина           | 24 марта 2011 года —    | Орден князя Ярослава Мудрого II степени                             | Орден князя Ярослава Мудрого II степени                             |        |
| Нидерланды        | 21 января 2013 года —   | Кавалер Большого креста ордена Короны                               | Кавалер Большого креста ордена Короны                               |        |